# Marie Glory
Marie Glory, geboren als Raymonde Louise Marcelle Toully, (3 maart 1905 – 24 januari 2009) was een Franse actrice.

## Biografie
Glory begon haar carrière in 1924 in Le Miracle des Loups. De jaren 30 vormden het hoogtepunt in haar carrière met onder meer een hoofdrol in Les Gens du voyage. In haar latere carrière had ze nog een rol in Et Dieu... créa la femme, de doorbraakfilm van Brigitte Bardot. In 1964 stopte ze met acteren.
Ze overleed kort voor haar 104de verjaardag in 2009.

## Filmografie (selectie)
- 1928 - L'Argent
- 1931 - Dactylo
- 1933 - Madame ne veut pas d'enfants
- 1938 - Les Gens du voyage
- 1956 - Et Dieu... créa la femme